# 清滝峠

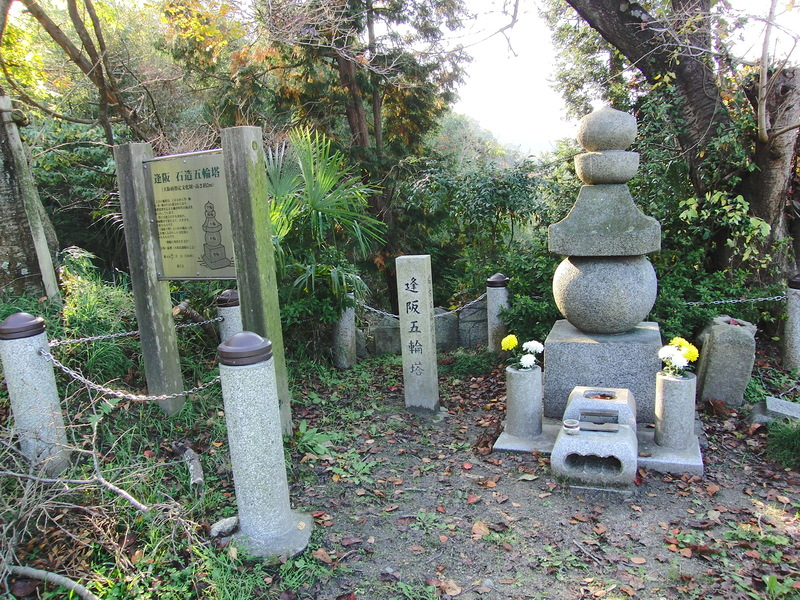
清滝峠の旧道沿いにある五輪塔

清滝峠（きよたきとうげ）は、大阪府四條畷市に位置し、生駒山地を越える峠。標高247m。古代から往来のあった由緒ある峠。当時の峠は少し離れた地点で、そこには1336年建立の五輪塔が立つ。付近の飯盛山には飯盛山城が築かれ、南北朝時代の古戦場である。

## 概要
- 大阪府と奈良県を東西に直接結ぶ道路の峠では、最も北側に当たる。なお通過する国道163号（清滝街道）は両府県を結んではいるものの、峠一帯は大阪府域。奈良県との府県境は、東へ峠を降りた国道168号沿いにある。
- 昭和初期にこの峠を越える鉄道路線を東大阪電気鉄道という鉄道会社が計画していたことがあるが、世界恐慌に巻き込まれたことや当時は技術的に無理があり鉄道が敷設されることはなかった。
- 清滝トンネル内は西側への下り勾配で、歩道も整備されている。峠西側から大阪平野の夜景が望める。旧国道（往復2車線）は現在も閉鎖されずに整備されており、トンネル無しで峠を越える。旧国道は二輪車通行止めであったが、2020年5月29日に規制が解除された。2014年2月に清滝第二トンネル（延長1,116m）が開通し、同年3月までに清滝第一トンネルの整備も終了して往復4車線となり、清滝第一トンネルは大阪方面行、清滝第二トンネルは木津方面行として使用されている。[1]
- ローリング族対策の為原則的に二輪通行禁止であったが、2020年5月29日に規制が解除され通行できるようになった。ただし、深夜時間帯は二輪・四輪車両とも通行禁止となる。周辺の道路における二輪通行禁止の措置は阪奈道路（日曜・休日の0時～6時）や信貴生駒スカイライン、大阪府道183号本堂高井田線など生駒山地周辺にみられる。

## 通過する交通路
- 国道163号（清滝第一トンネル・清滝第二トンネル）
- 旧道

## 公共交通アクセス
- JR片町線（学研都市線）四条畷駅から、四條畷市コミュニティバス「田原台一丁目」「緑風台」行き乗車、「逢阪」下車（詳細は四條畷市ホームページ コミュニティバス運行を参照）